# Canal Cuatro
Canal Cuatro är en ort i Mexiko.   Den ligger i kommunen Lerdo de Tejada och delstaten Veracruz, i den sydöstra delen av landet, 400 km öster om huvudstaden Mexico City. Canal Cuatro ligger 4 meter över havet och antalet invånare är 199.
Terrängen runt Canal Cuatro är mycket platt. Runt Canal Cuatro är det ganska tätbefolkat, med 83 invånare per kvadratkilometer. Närmaste större samhälle är Lerdo de Tejada, 1,8 km nordost om Canal Cuatro. Omgivningarna runt Canal Cuatro är en mosaik av jordbruksmark och naturlig växtlighet.